# Native Title

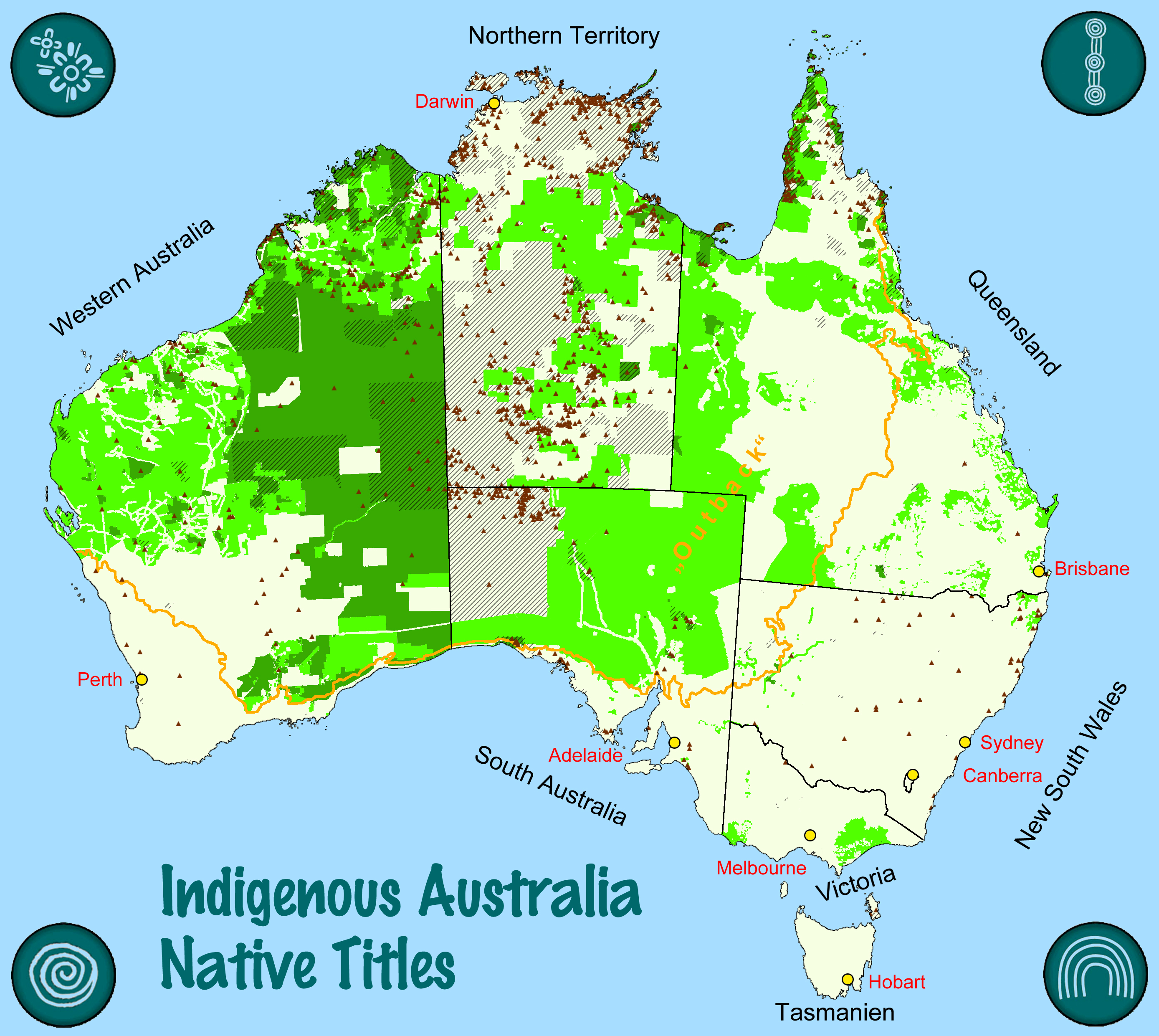
Besitz- und Nutzungsrechte der Aborigines 2022
Exklusive Rechte
Nicht-exklusive Rechte//// Landeigentum (u. a. ALRA, mit Überschneidungen)
▲ Lokale Gemeinschaften

Native Title ist ein rechtsgültiger Titel in Australien, mit dem die traditionellen und gewohnheitsmäßigen Rechte auf Landbesitz und -nutzung lokaler Gemeinschaften der indigenen Aborigines („Native-Title-Claim-Group“) offiziell anerkannt und in geltendes Recht überführt werden.
Die Flächenanteile, die Native-Title-Landrechte in Australien aufweisen, haben im Jahr 2022 folgende Werte erreicht: 70 % von Western Australia, 32 % von Queensland, 26 % des Northern Territory, 56 % von South Australia und 0,6 % von New South Wales; bezogen auf die gesamte Landesfläche Australiens sind es 53 %.
Native Titles werden nur dann vergeben, wenn die Ureinwohner nachweisen können, dass sie durch kulturelle Praktiken, regelmäßigen Zugang und Traditionen seit der Kolonialzeit eine ständige Verbindung zu einem Gebiet aufrechterhalten haben. Nur in Ausnahmefällen verbriefen solche Titel Eigentumsrechte (vergleiche: Unterschied zwischen den juristischen Fachbegriffen „Eigentum“ und „Besitz“). Mehrere Titel unterschiedlicher Halter können sich auf das gleiche Gebiet beziehen und sie können auf Kronland oder privatem Grund und als nicht-exklusive Titel auch neben Rechtsansprüchen anderer nicht-indigener Personen existieren.

## Verfahren

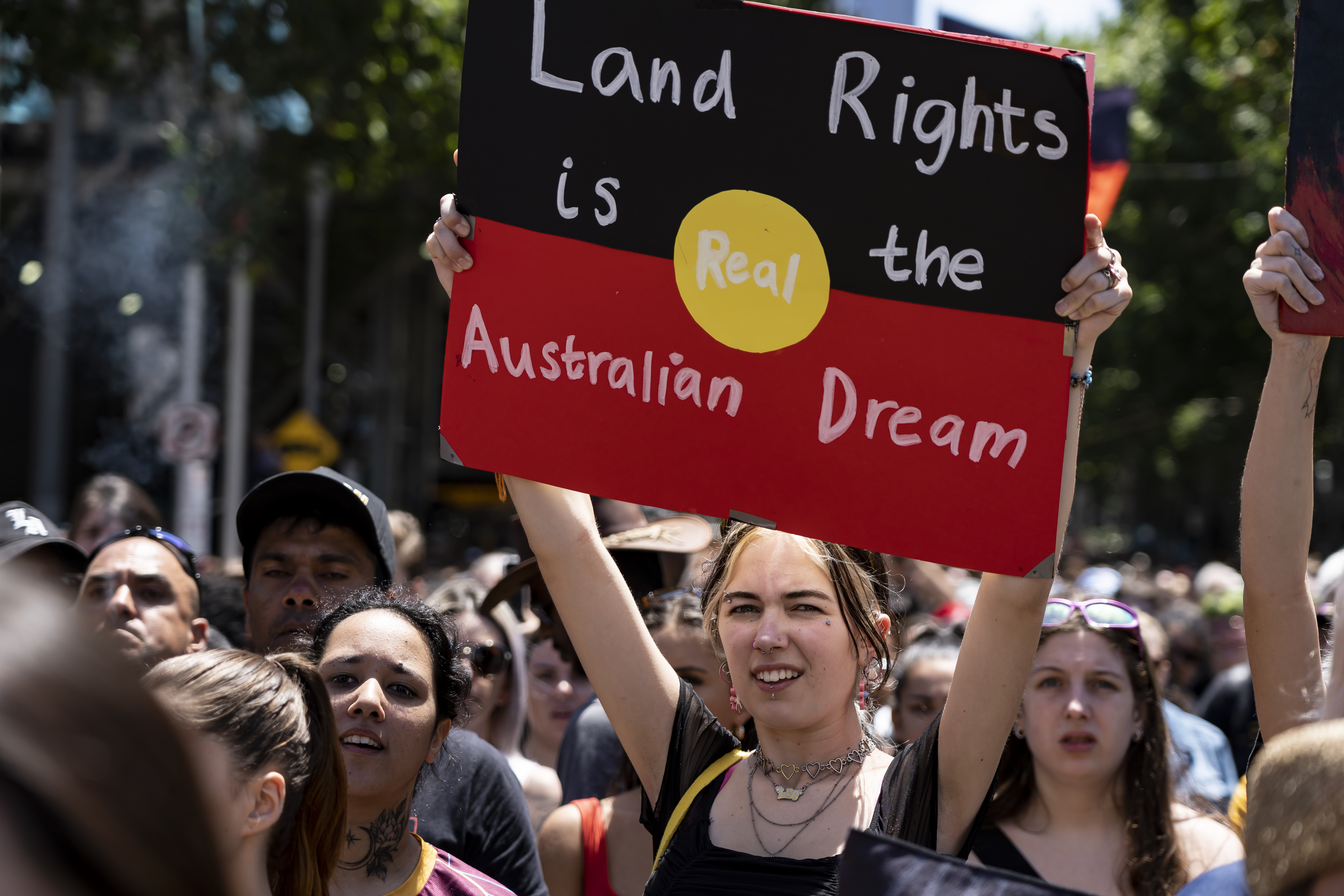
Plakat auf einer Demonstration zum Australia Day in Melbourne (Naarm) am 26. Januar 2023

In den meisten Fällen wurde den Anträgen auf Native Title bislang stattgegeben. Im Ergebnis wird zumeist „nicht-exklusiver Besitz“ (bestimmte Rechte Jagen, Fischen, Sammeln, kulturelle Aktivitäten u. ä.) verbrieft, selten „exklusiver Besitz“ (allgemeine Nutzung nur durch die Rechteinhaber). Der Titel verschafft allgemein kein Recht, anderen Personen den Zugang zu verwehren oder fremde Rechte (vor allem des Staates) einzuschränken. Zur Unterscheidung ist anzumerken: Ein Exclusive Right in einem Native Title bedeutet, dass ein alleiniges Verfügungsrecht der Aborigines vorliegt, sie entscheiden allein über das Zugangs- und Verwertungsrecht eines zugesprochenen Gebiets, was allerdings nur für begrenzte Gebiete und nicht verteiltes Kronland gilt. Ein Nonexclusive Right im Umkehrschluss bedeutet, dass die Aborigines über keine exklusiven Zugangs- und Verwertungsrechte über ein Gebiet verfügen, sondern es coexistiert mit den Rechten derjenigen die über Landrechten an dem Nativ-Title-Gebiet verfügen. Ein Beispiel für die Auswirkung eines Native Title, gültig dem 19. September 2006, bildet die Hauptstadt Perth des Bundesstaates Western Australia mit damals 1,7 Millionen Einwohnern. Dort halten die Aborigines der Noongar einen Native Title über 2300 km², der die Inseln vor der Küste von Perth und die gesamte Fläche der Hauptstadt selbst umfasst. Die reale Auswirkung ist: Die Eigentumsverhältnisse von privaten und öffentlichen Bauwerken einschließlich Straßen, bleiben von dem Native Title unberührt, allerdings öffentliche Parks und die sogenannten Natur Reserves sind betroffen. In weiteren Hauptstätten der australischen Bundesstaaten wie Sydney, Brisbane und Adelaide sollen ähnliche Regelungen existieren.

## Rechtliche Aspekte
Native Title entstanden als ein Recht der Aborigines nach einem 10 Jahren andauernden Rechtsstreitigkeit, als der High Court of Australia im Jahr 1992 ein richtungsweisendes Urteil über die Rechte der Aborigines an ihrem angestammten Land im Fall Mabo v. Queensland (No. 2) entschied. In der Folge dieses Urteils verabschiedete das Australische Parlament im Jahr 1993 ein neues Gesetz, den Native Title Act.
Native Title basieren auf dem  Commons Law, einem Gesetzessystem,  das nicht nur auf Gesetzen basiert, sondern auf maßgebliche richterliche Urteile der Vergangenheit zurückgreift und durch richterliche Auslegung erweitert wird. Auf der Basis dieses Gesetzes können einzelne Aborigines, Clans oder Aborigines-Stämme Rechtsansprüche auf ihr angestammtes Land an den Australischen Staat, an Bundesstaaten oder Territorien stellen. Dieser Anspruch kann Bodenschätze, Wasser-, Wege-, Nutzungsrechte und auch die Anerkennung spiritueller Traumzeit-Orte und gebietsbezogene Aborigines-Gesetze umfassen, die aus der vorkolonialen Landnutzung stammen. Die traditionellen Sitten und Gebräuche der Aborigines haben für sie eine herausragende Bedeutung und diese sind entsprechend ihrer Vorstellung der  Schöpfungsgeschichte an das „Land“ gebunden. In diesem Gesetz wird ein Anspruch auf Land durch die indigene Bevölkerung unter bestimmten Bedingungen nicht nur anerkannt, sondern auch die zukünftige Verwendung und den Umgang mit den früher erlassenen Gesetzen und Vorschriften geregelt.
Wird ein Native Title in Australien anerkannt, ist eine „Prescribed Bodies Corporate“ PBC (i. S. etwa einer „Zwangskörperschaft“) zu bilden, die über den Rechteinhalt des Native Title zu wachen hat. Die Aufgabe der PBC liegt vor allem darin das Gesamtinteresse des Native Title beachtet wird, das durchaus gegen das Partikularinteresse der „Native Title Holder“ stehen kann. Die PCB werden in eine staatlich geführte Liste eingetragen.
Das National Native Title Tribunal (NNTT) ist die Organisation, die Forderungen von Aborigines und Torres-Strait-Insulanern untersucht und mit anderen Eigentümern schlichtet. Urteile werden vom Federal Court of Australia von einem Richter gefällt. Einsprüche gegen diese Urteile ergehen an die nächste Instanz des Federal Court vor drei Richter und letztlich kann Berufung beim High Court of Australia eingelegt werden.

## Kollision zweier Rechtssysteme
Das traditionelle Gewohnheitsrecht, das das Leben der Aborigines und Torres-Strait-Insulaner vor der Kolonisation durch die Briten bestimmte, währte trotz der sozialen Veränderungen durch die Kolonisation im Leben vieler indigener Australier fort. Allerdings wurde von Gerichten ausschließlich das auf dem englischen Rechtssystem basierende australische Recht durchgesetzt.
Native Title ist eine moderne Rechtsauslegung, um die gewohnheitsmäßigen Rechte der indigenen Australier an Land und Wasser durchsetzbar zu machen. Weitergehende Rechte im Sinne einer Territorialautonomie sind damit nicht verbunden.

## Chronologie der Ereignisse, die zur Anerkennung des Native Titles führten

### 1946: Pilbara Strike
Am 1. Mai 1946 streikten schätzungsweise 600 Aborigine-Viehtreiber im Pilbara Strike im gesamten Norden von Western Australia und weigerten sich zu arbeiten, bis ihnen ein Mindestlohn von 30 Schilling pro Woche garantiert wurde. Einige hatten zuvor Essen und Kleidung, aber keine Bezahlung erhalten; anderen wurden bis zu 12 Schilling pro Woche bezahlt. Obwohl es oberflächlich um bessere Bezahlung ging, hat es starke Aspekte einer Menschenrechtsbewegung, da die Arbeiter forderten, bar und nicht mit Waren bezahlt zu werden. Organisiert wurde der Streik von Dooley Bin Bin und seinem Freund Don McLeod, der ihn beriet. Die Organisation war eine Mammutaufgabe, da sie eine Kommunikation zu den Viehtreibern erforderte, die über den Norden bis nach Western Australia verteilt waren. Der Streik dauerte bis August 1949 an und gilt als Ausgangspunkt der Landrechtsbewegung der Aborigines.

### 1963: Yolngu-Bark-Petition
Die Yolngu, ein Aborigines-Stamm im Nordosten des Arnhem Landes konnten eine starke Bindung zu ihrem traditionellen Land, ihrer Kultur und ihrem Recht (Madayin) aufrechterhalten, da das Gebiet weit entfernt vom weißen Australien ist. 1963 entschied die Regierung unter Menzies, Teile dieses Landes an eine Bauxit-Minengesellschaft zum Abbau von Bauxit zu vergeben. Die Yolngu in Yirrkala sendeten die sogenannte Yolngu Bark Petition auf Baumrinde (englisch: bark) an das Australische Repräsentantenhaus, um dagegen zu protestieren. Die Petition errang nationale und internationale Aufmerksamkeit und hängt mittlerweile im Parliament House in Canberra als Erinnerung an die Rolle der Yolngu in der Geburt der Landrechtsbewegung aus.

### 1966: Wave Hill Walk-off
Der Wave Hill Walk-off ist auch als Gurindji Strike bekannt. Drei Jahre nach der Bark Petition später streikten und verließen 200 Viehtreiber der Gurindji die Wave Hill Cattle Station. Angeführt von Vincent Lingiari forderten sie gleichen Lohn und Konditionen wie die weißen Landarbeiter, da sie bis dahin nur einen geringen Lohn oder Naturalien erhalten hatten. Der neun Jahre andauernde Streik führte zu einem erfolgreichen Anspruch auf die Rückgabe ihres traditionellen Landes.

### 1971: Gove Land Rights Case
Als die Yolngu erkannten, dass ihre Bark Petition von den australischen Politikern in Canberra nicht ernst genommen wurde, klagten sie vor den High Court des Northern Territory. Richter Richard Blackburn widersprach am 27. April 1971 in seiner Urteilsbegründung den Klägern im Rechtsstreit Cove Land Rights Case, auch Milirrpum v Nabalco Pty Ltd genannt, in allen Punkten. Als Grund gab er an, ein Native Title wäre nie Teil eines australischen Rechts gewesen. Selbst dann, wenn es je einen derartigen Rechtstitel gegeben hätte, wäre er mit der Ankunft der europäischen Kolonialisten im Jahr 1788 erloschen. Zusätzlich, so argumentierte er, sofern es je einen Native Title der Yolngu gegeben hätte, so könnten sie ihn nicht nachweisen. 1992 entschied der High Court of Australia im Fall von Mabo v. Queensland (No. 2), dass Australien keineswegs Terra Nullius (Land ohne Eigentümer) war. Damit war die Entscheidung Milirrpum v Nabalco Pty hinfällig und der Weg frei für die Durchsetzung von Landrechten der Aborigines.

### 1976: Aboriginal Land Rights Act
All diese Fälle führten dazu, dass die staatliche Aboriginal Land Rights Commission eingerichtet wurde, die von 1973 bis 1974 im Northern Territory die Landrechte untersuchte. Als Resultat dieser Untersuchung erließ die Regierung unter Malcolm Fraser im Jahre 1976 den Aboriginal Land Rights (Northern Territory) Act 1976, nachdem es zuvor von der Regierung unter Gough Whitlam 1975 entworfen worden war. Dieses Gesetz legte die Grundlage dafür, dass Aborigines zum ersten Mal Landeigentum beanspruchen konnten. Im Gegensatz zu den Native Titles ist dies allerdings losgelöst von der traditionellen Verbundenheit und dient eher der Rückgabe von Staatsland als Entschädigung für die koloniale Enteignung und die daraus resultierende anhaltende Benachteiligung der Ureinwohner.

### 1981: Anangu Pitjantjatjara Yankunytjatjara Lands Act
Der Anangu Pitjantjatjara Yankunytjatjara Land Rights Act 1981 (APY) von South Australia bildete die Grundlage dafür, dass 102.650 Quadratkilometer Land an drei Stämme der Aborigines Anangu, Pitjantjatjara und Yankunytjatjara übergeben werden konnten. Jeder Bundesstaat in Australien regelt indigene Landrechte durch eine eigene Gesetzgebung, meist auf der Basis rechtsgültiger Titel wie Native Titles oder Land Rights. Im Unterschied dazu überführt der APY keine Landrechte Expressis verbis als Native Title oder als Land Right, sondern regelt die Landrechte innerhalb dieses Gesetzes selbst.

### 1992: Mabo v. Queensland (No. 2)
Im Urteil des Prozesses No. 2 von Eddie Mabo gegen den Bundesstaat Queensland aus dem Jahre 1992 wurde das Konzept von Terra Nullius vom High Court of Australia zurückgewiesen und damit die Murray Island in der Torres Strait den Torres-Strait-Insulanern zugeschlagen. Richter Brennan sagte in seiner Urteilsbegründung: „Der Native Title hat seinen Ursprung und seine Berechtigung durch die traditionellen Gesetze und Gewohnheiten, die die indigenen Bewohner eines Gebietes befolgen und anerkennen.“

### 1993: Native Title Act
Die Anerkennung des Rechtskonzeptes eines Native Titles mit dem Mabo-Urteil führte dazu, dass die Legislative ein Jahr später unter der Regierung von Paul Keating den Native Title Act in Kraft setzte. Damit wurde versucht, die Rechte der Landbesitzer zu klären und den Prozess für die Beanspruchung des Native Titles durchzusetzen: Der Anspruch an Landrechten der Aborigines ist unabhängig vom Native Title, und Native Title ist nicht dasselbe wie Landrechte. Landrechte sind ein neues legales Recht, das nach australischem Recht „kreiert und gewährt“ werden muss. In einem Landrechtsanspruch können indigene Australier das Land des Commonwealth, Staates oder Territoriums zur Nutzung beanspruchen. Traditionellen Interessen am Land kann stattgegeben werden und den indigenen Stämmen das legale Nutzungsrecht übertragen werden.